# Chiesa di San Biagio (Casale Litta)
La chiesa di San Biagio è la parrocchiale di Casale Litta, in provincia di Varese e arcidiocesi di Milano; fa parte decanato di Somma Lombardo.

## Storia
L'esistenza di una cappella a Casale risale al Trecento ed è contenuta nella Notitia cleri mediolanensis; questo luogo di culto dipendeva dalla pieve di Mezzana.
In base alle relazioni delle visite pastorali dei secoli XVI, XVII e XVIII, non pare che l'edificio in questo periodo abbia subito trasformazioni degne di nota; nel 1750 l'arcivescovo Giuseppe Pozzobonelli trovò che a servizio della cura d'anime vi era il solo parroco, che il numero dei fedeli era pari a 294 e che la parrocchiale, in cui aveva sede la confraternita del Santissimo Sacramento e della Santissima Trinità, aveva come filiale l'oratorio di Sant'Ambrogio.
Nel 1793 venne posta la prima pietra della nuova parrocchiale neoclassica; i lavori furono portati a termine nel 1798.
Nella seconda metà del XIX secolo la chiesa venne interessata da alcuni interventi di rifinitura, in occasione dei quali si provvide a eseguire le decorazioni a finto marmo.
Dal resoconto della visita pastorale del 1898-99 dell'arcivescovo Andrea Carlo Ferrari si apprende che il reddito del beneficio ammontava a 387 lire, che alla cura d'anime era preposto unicamente dal parroco, di nomina arcivescovile, che i fedeli ammontavano a 725 e che la parrocchiale, da cui dipendeva l'oratorio di San Biagio, era sede della confraternita del Santissimo Sacramento, della pia unione delle Figlie di Maria, della compagnia di San Luigi Gonzaga e dei Terziari francescani.
Tra il 1901 e il 1908 l'interno della chiesa fu abbellito con la realizzazione, ad opera dei pittori Ronzoni e Bareggi, degli affreschi ritraenti San Carlo e Sant'Ambrogio e di ulteriori decorazioni, eseguite dall'arcisatese Comolli.
Con la riorganizzazione territoriale dell'arcidiocesi voluta dal cardinale Giovanni Colombo, tra il 1971 e il 1972 la parrocchia confluì nel decanato di Somma Lombardo; sempre nella prima metà degli anni settanta si procedette all'adeguamento liturgico postconciliare mediante la rimozione delle balaustre e l'aggiunta dell'ambone e dell'altare rivolto verso l'assemblea.
Nel 1988 l'interno della chiesa fu restaurato, mentre un analogo intervento interessò nel 1993 l'abside e la facciata.

## Descrizione

### Esterno
La facciata a capanna della chiesa, rivolta a oriente e con gli angoli smussati, è suddivisa da una cornice marcapiano in due registri, entrambi scanditi da quattro lesene binate; quello inferiore è caratterizzato dal portale d'ingresso timpanato, al quale si accede tramite alcuni scalini, mentre quello superiore presenta una finestra architravata ed è coronato dal frontone triangolare.
Vicino alla chiesa si erge il campanile a base quadrata, la cui cella presenta su ogni lato una monofora a tutto sesto ed è coperta dal tetto a quattro falde.

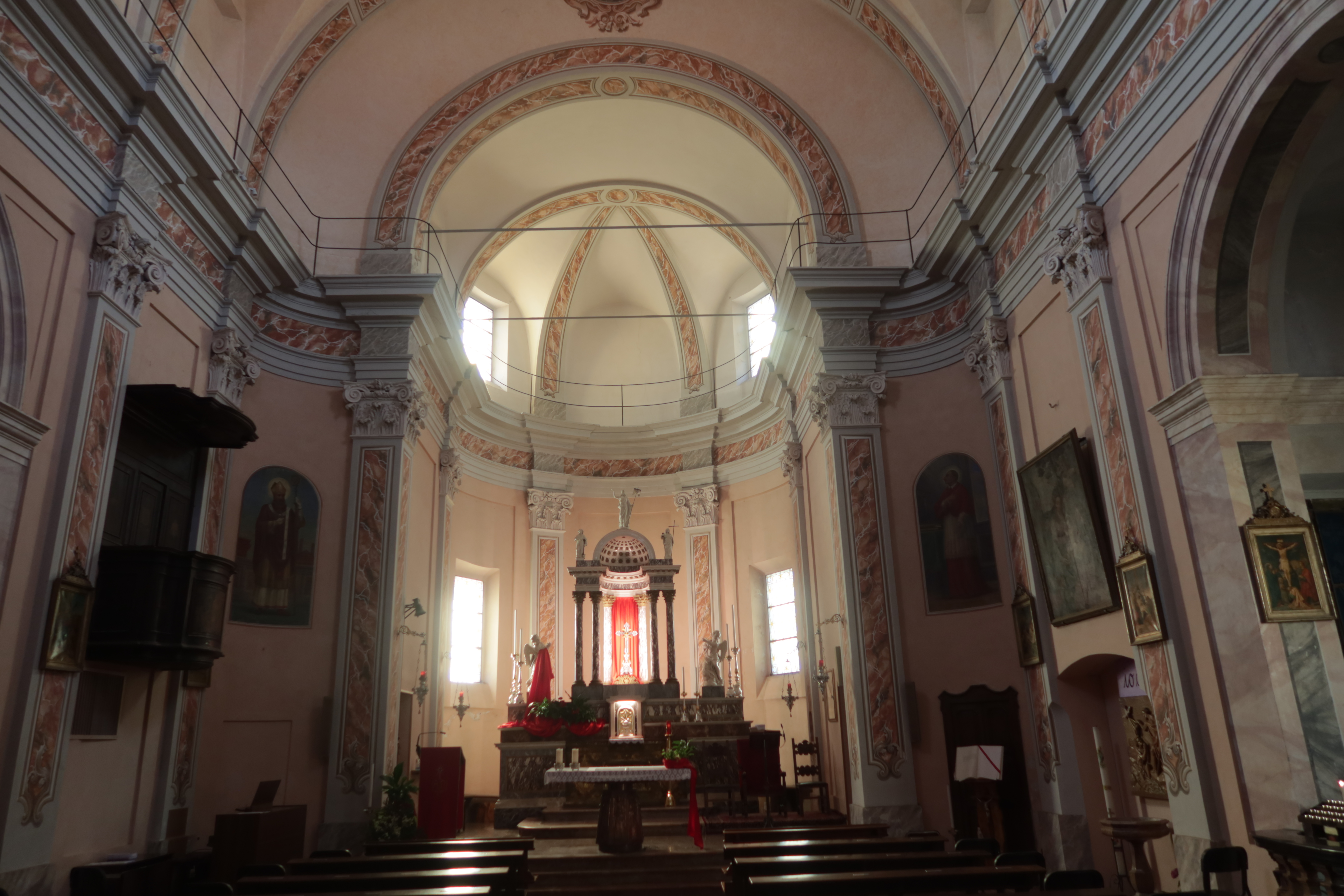
L'interno

### Interno
L'interno dell'edificio si compone di un'unica navata, sulla quale si affacciano le cappelle laterali, introdotte da archi a tutto sesto, e le cui pareti sono scandite da lesene sorreggenti la trabeazione modanata e aggettante sopra la quale si imposta la volta a botte; al termine dell'aula si sviluppa il presbiterio, rialzato di alcuni gradini, coperto anch'esso da volta a botte e chiuso dall'abside di forma semicircolare.